# Nicola Zingaretti
Nicola Zingaretti, né le 11 octobre 1965 à Rome, est un homme politique italien. Il est notamment président de la région Latium de 2013 à 2022, secrétaire du Parti démocrate de 2019 à 2021 et député depuis 2022.

## Biographie
Nicola Zingaretti est le frère cadet de l'acteur Luca Zingaretti.
En 1991, il succède à Gianni Cuperlo à la tête de la Jeunesse de gauche (en), le mouvement de jeunesse des Démocrates de gauche. Il préside l'Union internationale de la jeunesse socialiste de 1995 à 1997.
Il est député européen entre 2004 et 2008, puis président de la province de Rome de mai 2008 à décembre 2012. Il devient enfin président de la région du Latium le 12 mars 2013, après sa victoire aux élections régionales du mois précédent. Il est le seul président de région de gauche à être réélu en 2018.
Le 3 mars 2019, il est élu secrétaire du Parti démocrate italien lors de la primaire convoquée à cet effet avec plus de 65 % des voix dans un contexte de forte participation (plus d'1,5 million de votants dans un scrutin ouvert à tous).
Le 4 mars 2021, il annonce son intention de quitter la tête du Parti démocrate
Après son élection comme député en septembre 2022, il démissionne de la présidence du Latium le 10 novembre suivant.
En 2024, il se présente aux élections européennes sur la liste du Parti Démocrate et est élu député européen le 9 juin,.